# José da Cruz Policarpo
José da Cruz Policarpo (Alvorninha, 26 februari 1936 – Lissabon, 12 maart 2014) was een Portugees geestelijke en een kardinaal van de Rooms-Katholieke Kerk.
Policarpo bezocht de seminaries van Santarém en Almada, alvorens verder te studeren aan het grootseminarie Cristo Rei in Olivais. Hij promoveerde aan de Pauselijke Gregoriaanse Universiteit in de theologie op het proefschrift Sinais dos Tempos. Hij werd op 15 augustus 1961 priester gewijd. Van 1970 tot 1986 doceerde hij aan de Katholieke Universiteit van Portugal.
Op 26 mei 1978 werd Policarpo benoemd tot hulpbisschop van Lissabon en titulair bisschop van Caliabria. Zijn bisschopswijding vond plaats op 29 juni 1978. Van 1986 tot 1990 was hij vicevoorzitter van de raad van Europese bisschoppenconferenties. Op 5 maart 1997 werd hij benoemd tot aartsbisschop-coadjutor van Lissabon. Op 24 maart 1998 volgde hij de overleden António Ribeiro op als patriarch van Lissabon. Van 1999 tot 2005 en van 2011 tot 2013 was hij voorzitter van de Portugese bisschoppenconferentie.
Policarpo werd tijdens het consistorie van 21 februari 2001 kardinaal gecreëerd.  Hij kreeg de rang van kardinaal-priester. Zijn titelkerk werd de Sant'Antonio in Campo Marzio.
Kardinaal Policarpo nam deel aan de conclaven van 2005 en 2013.
Policarpo ging op 18 mei 2013 met emeritaat.
- Bibliothèque nationale de France: cb15971381r (data)
- Gemeinsame Normdatei: 1057990159
- International Standard Name Identifier: 0000 0001 1461 1214
- Library of Congress Control Number: no2005117362
- Nationale Bibliotheek van Israël: 987007266637205171
- Nationale Bibliotheek van Polen: a0000002948795
- Nederlandse Thesaurus van Auteursnamen: 088239403
- Istituto Centrale per il Catalogo Unico: TO0V586260
- Virtual International Authority File: 51432678
- WorldCat: E39PBJtMmMjjWHHfywThgFKPQq

Tomás de Almeida · José Manoel da Câmara · Francisco de Saldanha da Gama · Fernando de Sousa da Silva · José Francisco Miguel António de Mendonça · Carlos da Cunha e Menezes · Patrício da Silva · Francisco de São Luís Saraiva  · Guilherme Henriques de Carvalho · Manuel Bento Rodrigues da Silva · Inácio do Nascimento de Morais Cardoso · José Sebastião de Almeida Neto · António Mendes Belo · Manuel Gonçalves Cerejeira · António Ribeiro · José da Cruz Policarpo · Manuel Macário do Nascimento Clemente · Rui Manuel Sousa Valério